# Petal
Ne doit pas être confondu avec Pétale ou Petals.
La ville américaine de Petal est située dans le comté de Forrest, dans l’État du Mississippi. Lors du recensement de 2010, sa population s’élevait à 10 454 habitants.

## Source
- (en) Cet article est partiellement ou en totalité issu de l’article de Wikipédia en anglais intitulé « Petal, Mississippi » (voir la liste des auteurs).